# بلدة ماونت موريس (ميشيغان)
ماونت موريس (بالإنجليزية: Mount Morris Township, Michigan)‏ هي بلدة تقع بولاية ميشيغان في الولايات المتحدة. تبلغ مساحتها 81.5 (كم²)، وترتفع عن سطح البحر 232 م، بلغ عدد سكانها 21501 نسمة في عام 2010 حسب إحصاء مكتب تعداد الولايات المتحدة وتصل الكثافة السكانية فيها 291.4 نسمة/كم2.

## وصلات خارجية
- http://www.mtmorristwp.org
- The US50 - Cities and Towns in Michigan State
- Michigan Cities and Towns, Facts, Map, Flag, Colleges, Government, and More